# Cerkiew Pokrowy Najświętszej Maryi Panny w Płonnej
Cerkiew pw. Pokrowy Najświętszej Maryi Panny w Płonnej – murowana cerkiew, obecnie w ruinie, znajdująca się we wsi Płonna. 

## Historia
Datowana na 1790. Ściany cerkwi zachowane do poziomu dachu. W rejonie prezbiterium zachowane szczątkowe polichromie. Po 1947 używana jako budynek gospodarczy PGR. Obniżono wówczas ściany i zmieniono dach.
Obok cerkwi pozostałości jednego z hełmów. Dzwonnica parawanowa z XVIII w. obita blachą od góry.
Od 2017 r. cerkiew znajduje się na liście zabytków województwa podkarpackiego (nr rej.: A-1447 z 21.02.2017.).

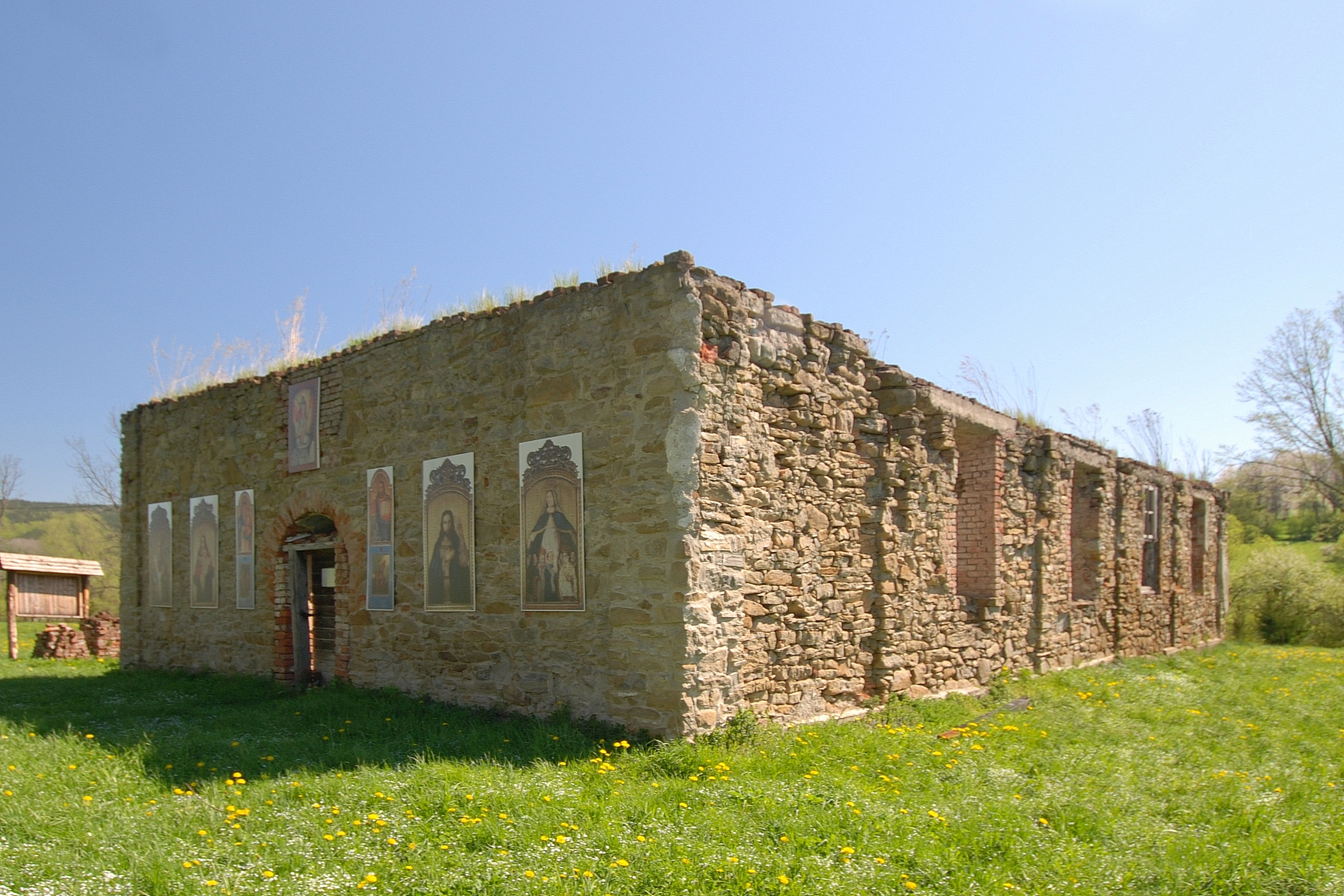
Elewacja frontowa
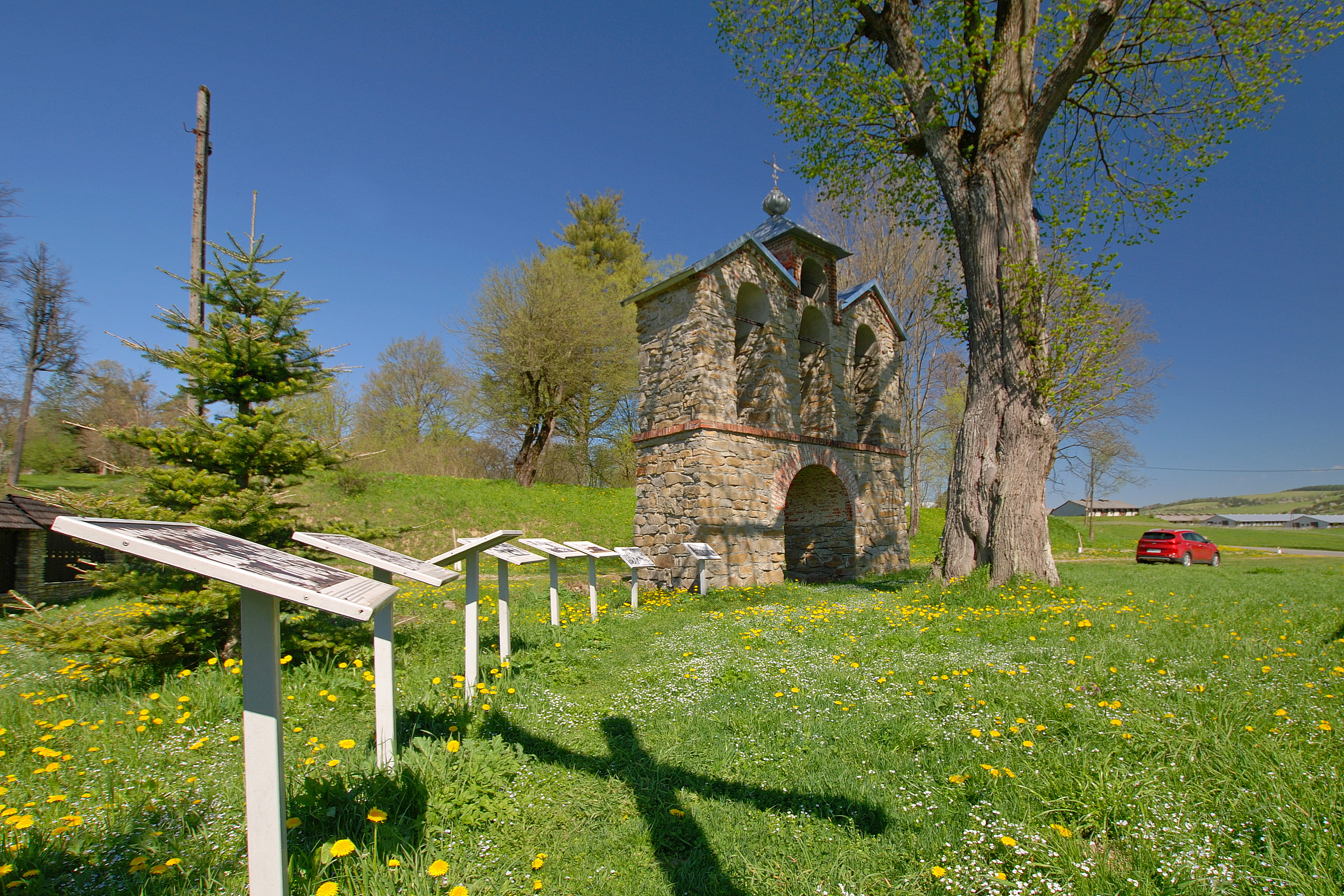
Dzwonnica
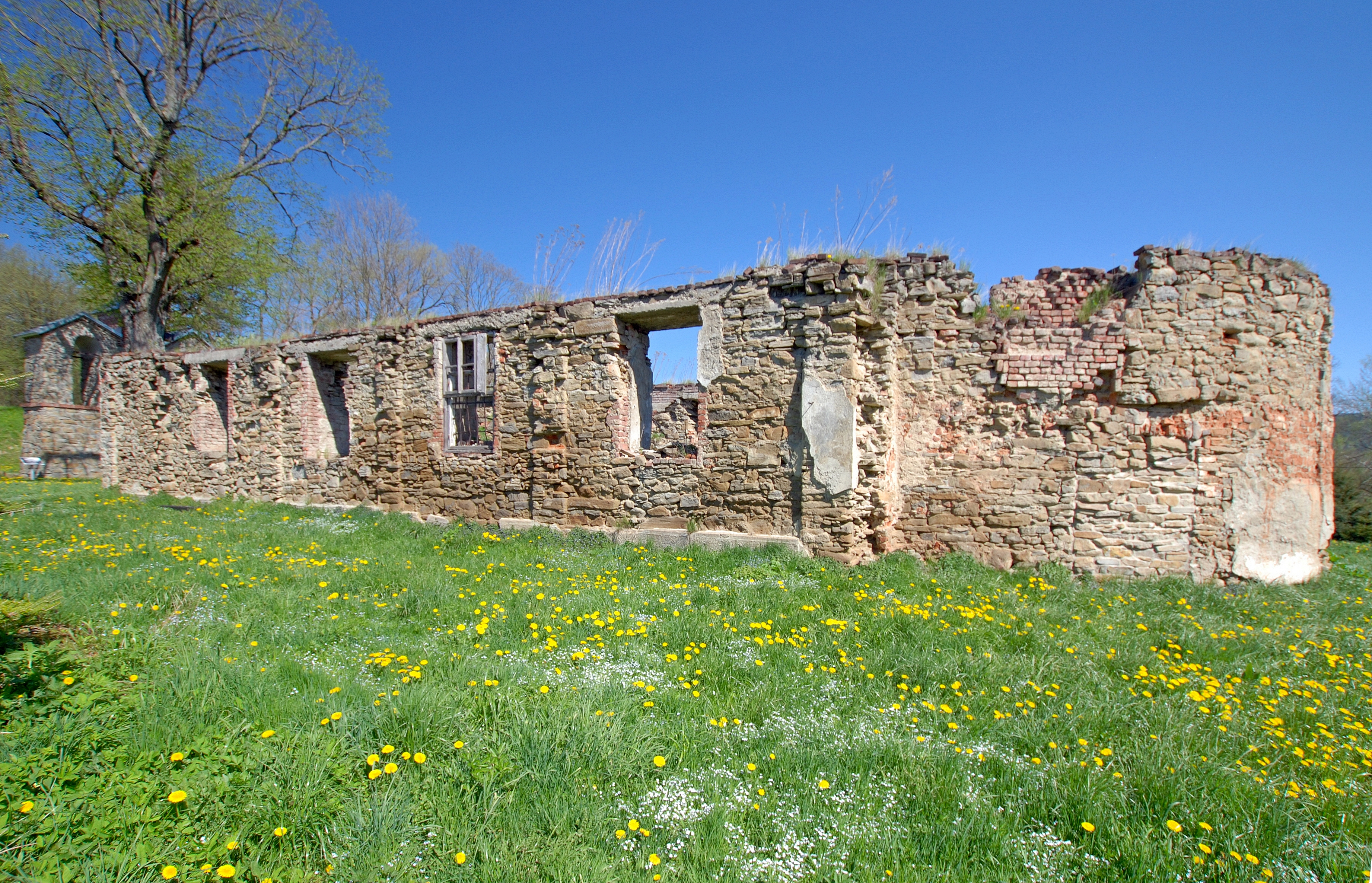
Elewacja boczna